# Europa Point

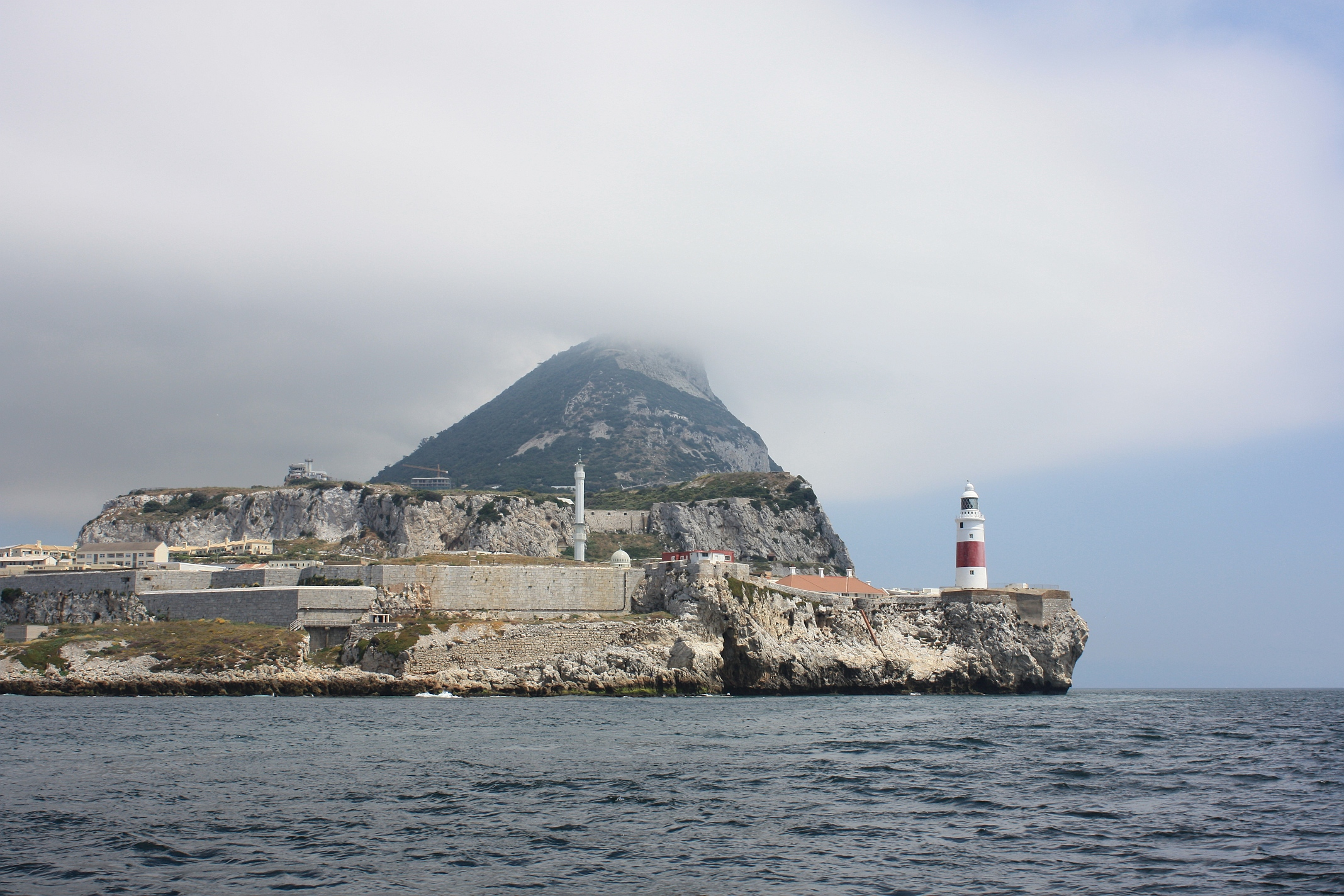
Europa Point, Seeseite

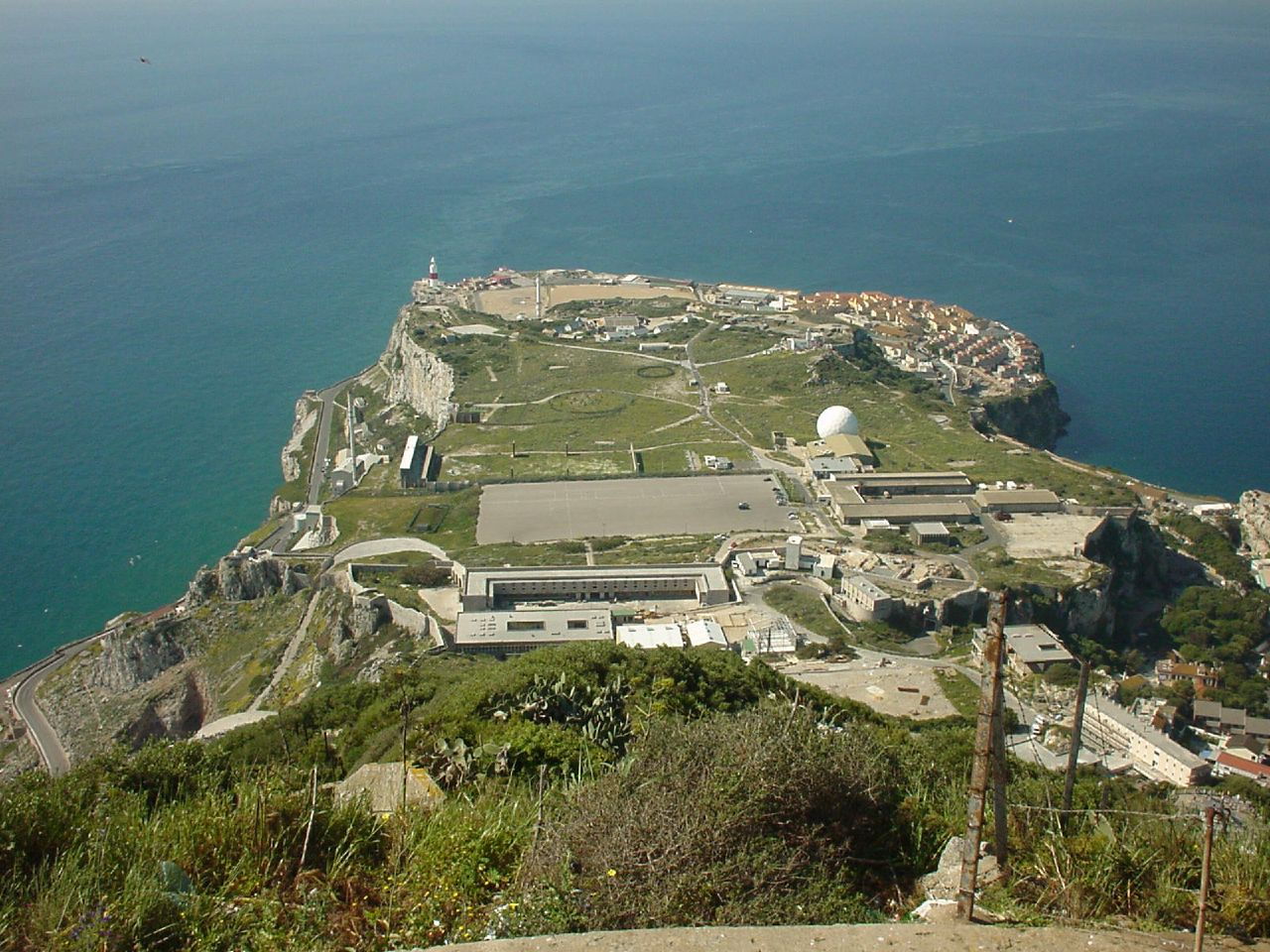
Ansicht vom Gibraltarfelsen

Europa Point ist die englische Bezeichnung für das flache Südende der Landzunge von Gibraltar, das in die Straße von Gibraltar ragt (span. Punta Europa; dt. Europa-Spitze). Dieses dem Felsen von Gibraltar vorgelagerte Kap ist nicht die Südspitze der Iberischen Halbinsel – das ist die Punta de Tarifa 25 km weiter südwestlich –, fällt jedoch, als dreiseitig von Wasser umgebene bebaubare Fläche, von Land- und Seeseite besonders ins Auge. Aus demselben Grund war es jahrhundertelang von großer nautischer und strategischer Bedeutung für die Passage zwischen Mittelmeer und Atlantik und den Übergang vom nordafrikanischen zum südeuropäischen Festland.

## Geschichte und Bebauung
Im Jahr 711 begann hier die arabische Eroberung der Iberischen Halbinsel. Auf diese Zeit geht das im Kern älteste Gebäude am Europa Point zurück, eine maurische Moschee, von der Reconquista bis zur britischen Eroberung katholische Kirche, danach militärisch genutzt, seit 1967 als Heiligtum Unserer Lieben Frau von Europa wieder Kirche. Dessen ursprünglicher Glockenturm diente jahrhundertelang auch als Leuchtturm.
Ebenfalls aus maurischer Zeit dürfte die unterirdische Doppelzisterne Nun’s Well stammen.
Vom Mittelalter bis zum Zweiten Weltkrieg wurde die Europa-Spitze von wechselnden Regimes mit Festungsbauwerken gesichert. In britischer Zeit bis in die 1960er Jahre war das gesamte Areal militärischer Nutzung vorbehalten. Davon zeugen bis heute Kasernen und Armee-Sportanlagen.
Der Leuchtturm Europa Point Lighthouse, der am äußersten Ende der Landzunge steht, wurde 1841 erbaut. Verwaltet wird er vom Trinity House in London.
1995–1997 entstand als Geschenk von König Fahd von Saudi-Arabien die Ibrahim-al-Ibrahim-Moschee, heute neben dem Leuchtturm das markanteste Bauwerk am Europa Point.
Seit 2011 wird eine aufwendige Neugestaltung des Europa-Point-Areals durchgeführt, die es zu einer erstrangigen Touristenattraktion machen soll.

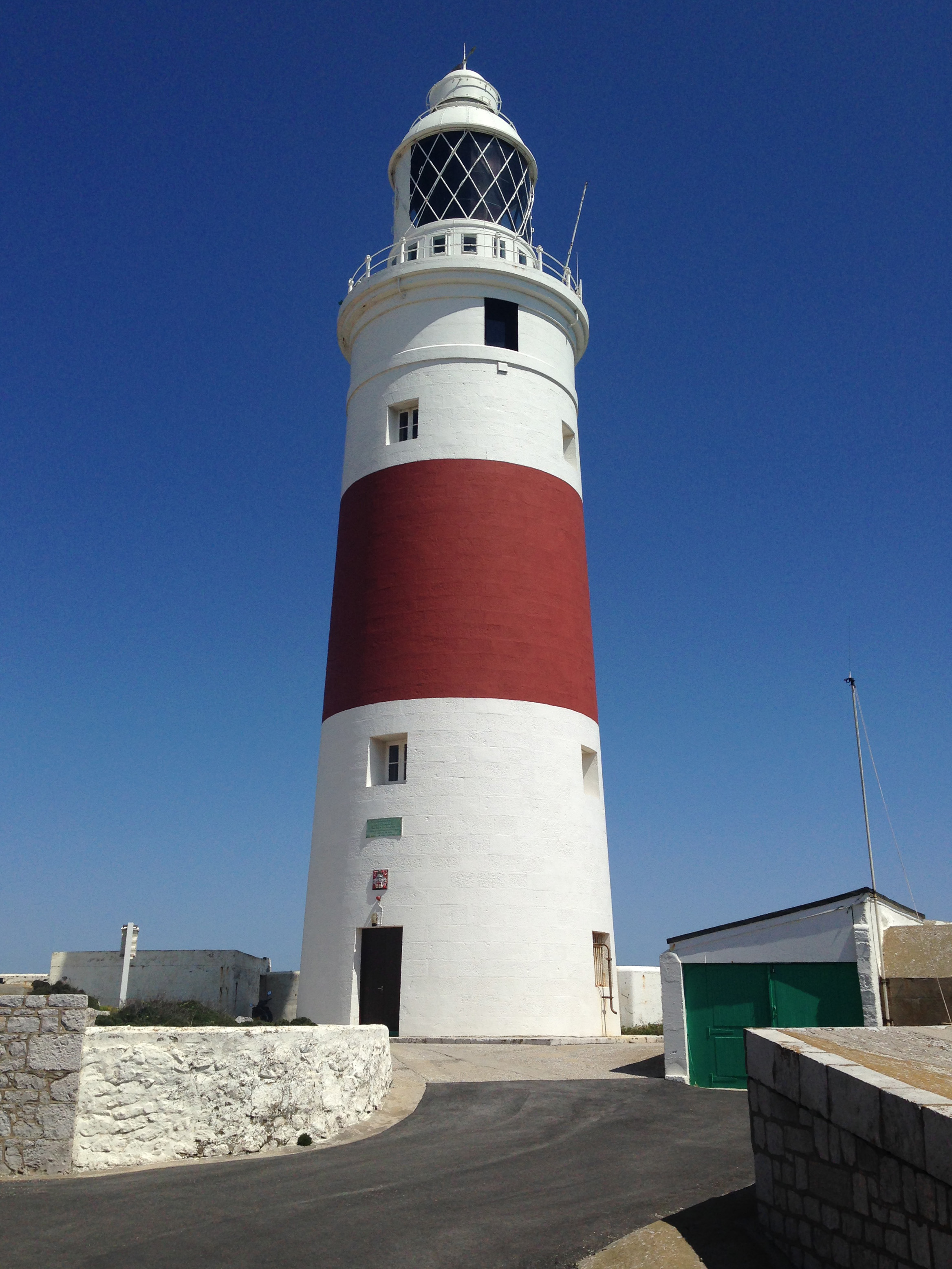
Leuchtturm
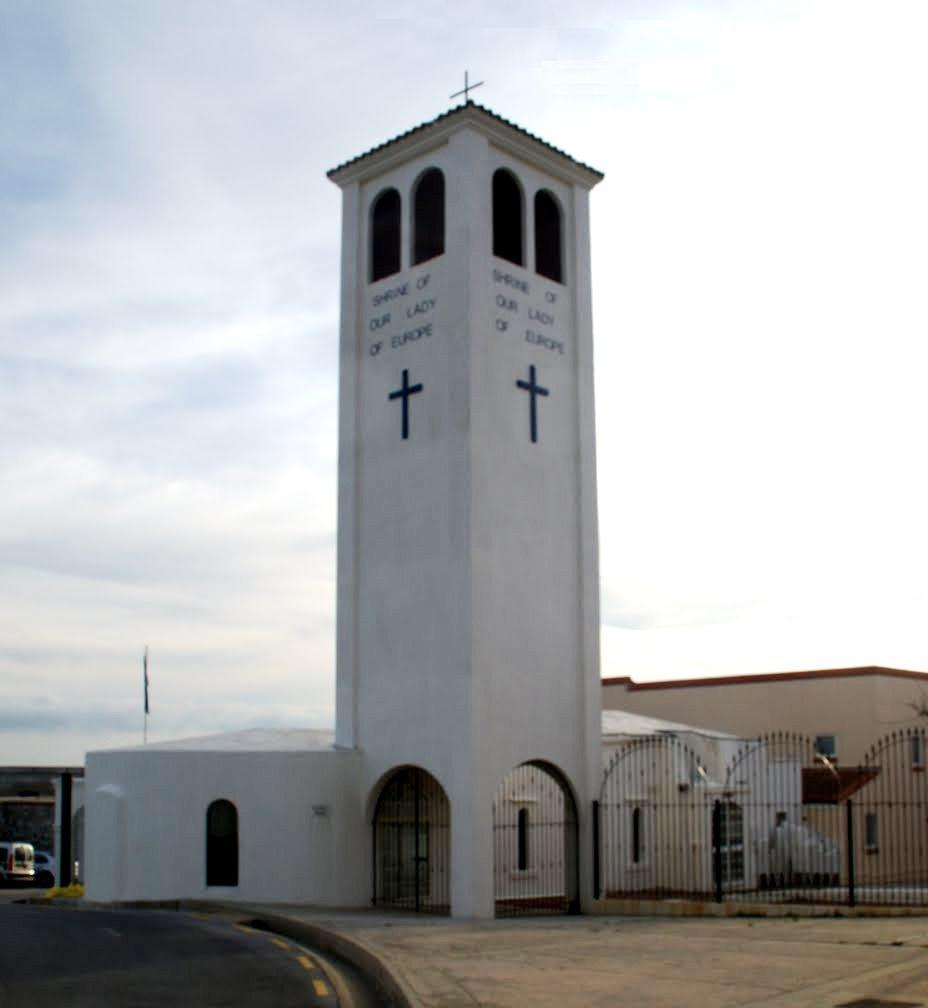
Kirche
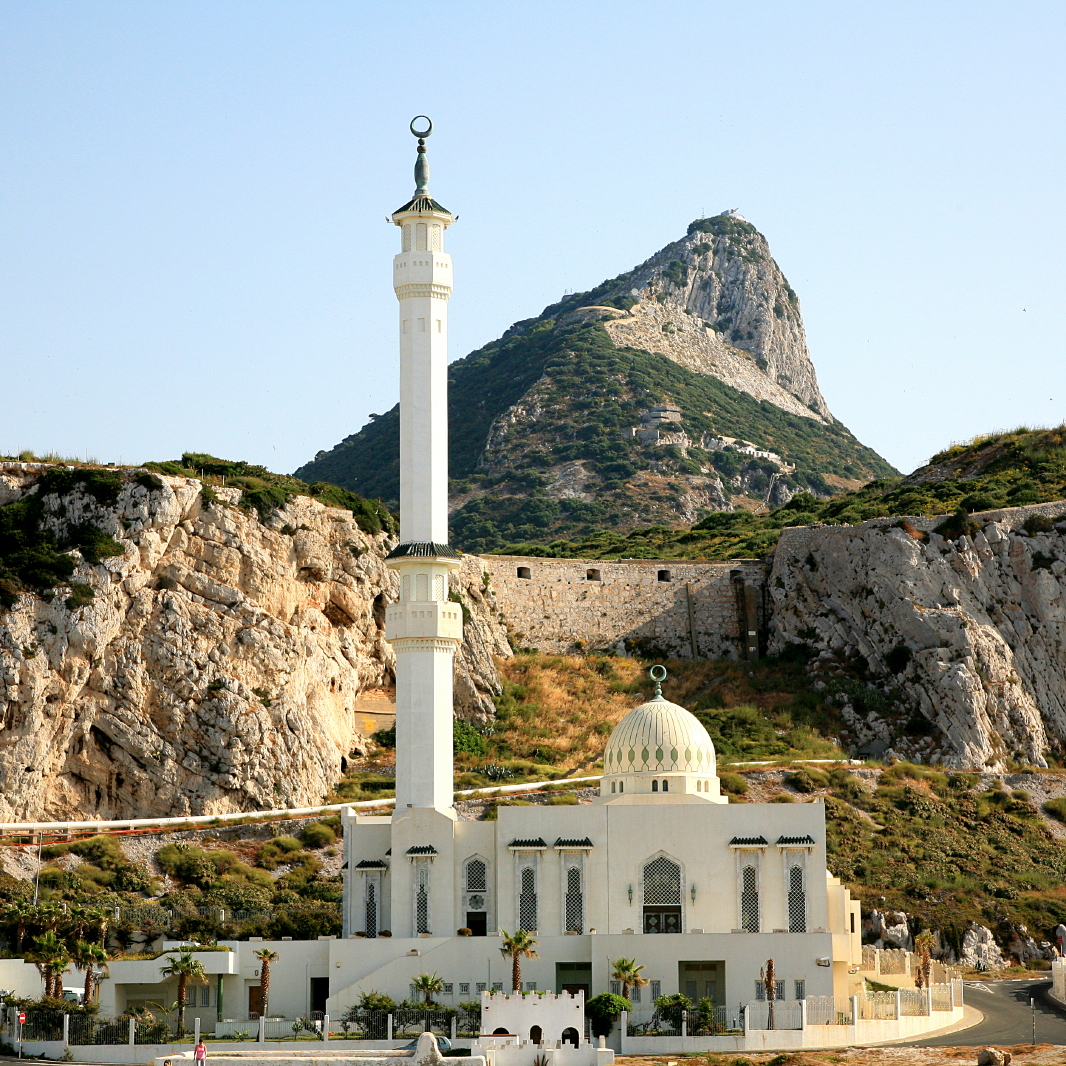
Moschee